# Arab Köztársaságok Szövetsége
Az Arab Köztársaságok Szövetsége (arabul اتحاد الجمهوريات العربية – Ittiḥād al-Ǧumhūriyyāt al-ʿArabiyya) Líbia, Egyiptom és Szíria névleges uniója volt, amely a pánarab nacionalizmus megvalósulása érdekében jött létre 1972-ben, majd 1977-ben Líbia kilépésével bomlott fel. Szíria 1980-ig, Egyiptom 1984-ig használta a szövetségi lobogót.

## Története
1969-ben a nasszerista Moammer Kadhafi vezetésével a líbiai hadsereg megdöntötte Idrisz király hatalmát. Az energikus politikus felújította az Egyesült Arab Köztársaság 1961-es megszűnésével hamvukba halt összarab egységtörekvéseket, ezért 1972-ben Habib Burgiba tunéziai elnökkel megállapodott a Líbiát és Tunéziát összekapcsoló Arab Iszlám Köztársaság létrehozásáról, egyúttal Anvar Szadat egyiptomi és Háfez al-Aszad szíriai elnökkel megalakította az Arab Köztársaságok Szövetségét. A szövetséget mindhárom országban népszavazással fogadtatták el. Ez, bár arab elnevezése szerint föderáció vagy unió (ittihád) volt, a valóságban szimbolikus konföderációként működött: a három állam megőrizte kül- és belpolitikai önállóságát.
Az együttműködés csúcsa az 1973-as arab-izraeli háború volt: az egyiptomi haderő felkészülését és modernizációját jelentős részben líbiai olajdollárokból finanszírozták, és Kadhafi repülőket is küldött Szíria és Egyiptom összehangolt támadásának támogatására. A háború során Líbia volt az első arab állam, ami olajembargót jelentett be az Egyesült Államok ellen. Ezt követően azonban a harmonikus viszony megromlott, mivel Szadat az addigi szovjetbarát és Izrael-ellenes irányvonallal szakítva Amerika támogatását kezdte keresni, a zsidó állammal pedig normalizálni akarta viszonyát. Ez Kadhafi számára elfogadhatatlan volt, így az általa kezdeményezett szövetségnek Líbia kiléptetésével véget vetett 1977-ben. Szíria szintén nem lépett a békülés útjára, de csak 1980-ban döntött szövetségi zászló leváltásáról – ekkor az EAK Egyiptom által 1972-ig használt lobogóját választották szimbólumukul.